# Sacramento Kings
A Sacramento Kings a kaliforniai Sacramento profi kosárlabdacsapata, amely az NBA-ben játszik.

## Története

### A kezdetek
A csapatot 1945-ben alapították Rochester Royals néven, ekkor még az NBL-ben (National Basketball League) vett részt. Miután fennállásuk második évében, 1946-ban megnyerték az NBL-t, a BAA-ra (Basketball Association of America) váltottak. A csapat eddigi egyetlen NBA-győzelmét 1951-ben szerezte. 1957-ben a Royals Cincinnatibe költözött, de az ohioi évek alatt nem tudtak győzelmet aratni, így 1972-ben Kansas City-be tették át székhelyüket, ekkor változtatták meg a csapat nevét Kingsre. Azonban Kansasben sem állapodtak meg teljesen, a csapat sok hazai meccsét Omahában játszotta.

### '80-as, '90-es évek
Az 1980-as évek elején látott biztató játék után a csapat 1985-ben Sacramentóba költözött, ahol a következő 10 évben folyamatos gyenge teljesítmény jellemezte a Kingset, amelyet balszerencsével, Bobby Hurley autóbalesetével, nem megfelelő edző-, illetve játékosválasztással indokoltak.
A Kings az 1990-es évek végén tört ki a középszerűségből, ekkorra alakította ki Geoff Petrie a Sacramento új csapatát (Jason Williams, Vlade Divac, Chris Webber, Peja Stojakovic). A csapat folyamatosan javította eredményeit, átvették a vezetést a meccsenkénti pontok statisztikáiban, látványos támadójátékot alkalmaztak, ami a szurkolótábor gyarapodásához vezetett ország- és világszerte, de sok kritika érte a játékosokat a gyenge védőmunka miatt.

### A jelen
2000 után a csapat támadójátéka tovább javult, két új, meghatározó játékos, Doug Christie és Mike Bibby került a keretbe. Az eredmények jöttek, 2001-ben megnyerték első rájátszás-párharcukat, 2003-ban pedig már második csoportgyőzelmüket ünnepelhették. A kritikus pillanatokban azonban nem jött ki jól a lépés a liga legjobbjának tartott csapatnak, a főcsoportdöntők, elődöntők hetedik meccseit rendre elveszítették az utolsó pillanatokban.
Az eredménytelenség 2004-re a csapategység megbomlásához vezetett, Christie, Webber, Divac és Stojakovic is eligazolt a Kings-től. A 2005–06-os szezonban már elkezdődött a Sacramento új korszaka, Artest, Wells és Bibby vezetésével a főcsoport nyolcadik helyét csípték el, de a címvédő San Antonio Spurs ellen 4–2-re vesztettek.

## Játékosok

### Hall of Fame-tagok
- Nate Archibald (Cincinnati/Kansas City/Omaha)
- Al Cervi (Rochester)
- Bob Davies (Rochester)
- Jerry Lucas (Cincinnati)
- Arnie Risen (Rochester)
- Oscar Robertson (Cincinnati)
- Maurice Stokes (Rochester/Cincinnati)
- Jack Twyman (Rochester/Cincinnati)
- Bobby Wanzer (Rochester)

### Visszavonulatott mezek
- 1 – Nate Archibald, G, 1970–76 (1970–72 Cincinnati, 1972–76 Kansas City)
- 2 – Mitch Richmond, G, 1991–98
- 4 – Chris Webber, C, 1998–2005
- 6 – Hatodik Ember - a Sacramento szurkolói, 1985-től
- 11 – Bob Davies, G, 1948–55 (Rochester)
- 12 – Maurice Stokes, F, 1955–58 (a csapat első szezonjában pályafutásának végét jelentő sérülést szerzett Cincinnatiben)
- 14 – Oscar Robertson, G, 1960–70 (Cincinnati)
- 21 – Vlade Divac, C, 1998–2004
- 27 – Jack Twyman, F, 1955–66 (1955–57 Rochester, 1957–66 Cincinnati)
- 44 – Sam Lacey, C, 1970–81 (1970–72 Cincinnati, 1972–81 Kansas City)

Archibaldot és Robertsont az NBA 50 legnagyobb játékosa közé nevezték 1996-ban.

### Csarnokok
- Edgerton Park Arena (1945–1955)
- Rochester War Memorial (1955–1957)
- Cincinnati Gardens (1957–1972)
- Kansas City Municipal Auditorium (1972–1974)
- Omaha Civic Auditorium (1972–1978)
- Kemper Arena (1974–1985)
- ARCO Arena I (1985–1988)
- ARCO Arena II/Sleep Train Arena (1988–2016)
- Golden 1 Center (2016-)